# Misofonie
Misofonie is een hersenaandoening waarbij specifieke geluiden extreem heftige gevoelens van woede, haat of walging oproepen. Letterlijk betekent misofonie haat van geluid, van het Griekse μῖσος (misos) "haat" en φωνή (phónè) "stem, geluid". Het gaat bij misofonie om specifieke geluiden, niet om geluid in het algemeen.
De term misofonie is in 2001 ingevoerd door de Amerikaanse wetenschappers Margaret Jastreboff en Pawel Jastreboff.

## Omschrijving en symptomen
Misofonie is vooral een afkeer van geluiden die door mensen geproduceerd worden, zoals mond- en keelgeluiden (smakken, slikken, ademen, neus ophalen, etc). Ook geluiden als typen op een toetsenbord, klikken met een pen en lopen met hakken op een harde vloer zijn veelvoorkomende triggers. Over het algemeen gaat het om neutrale en zachte geluiden. Wat iemand triggert verschilt van persoon tot persoon. Doordat er een hyperfocus (overconcentratie) voor bepaalde geluiden ontstaat, zijn mensen met misofonie in staat om deze geluiden boven alles uit te horen. Deze hyperfocus speelt een centrale rol bij misofonie. 
Voor veel misofoniepatiënten geldt dat zij ook visuele triggers hebben, zoals het zien van repeterende bewegingen zoals gewiebel met een been. Deze 'haat voor bewegingen' wordt misokinesia genoemd. Onduidelijk is nog wat het verband is tussen beide aandoeningen. 
De emoties die worden opgeroepen zijn vaak dermate heftig, dat mensen die aan misofonie lijden hun triggers zoveel mogelijk vermijden. Dit kan tot gevolg hebben dat zij in een sociaal isolement komen. Vermijding is de meestgebruikte copingstrategie. Mensen met misofonie kampen ook met spanning, stress, concentratieproblemen, vermoeidheid en angsten zoals anticipatieangst en angst om de controle te verliezen. De impact op hun leven kan zeer groot zijn; niet zelden leidt het tot relatiebreuken, baanverlies, onderpresteren op school of werk en gezondheidsproblemen. 
Bij misofonie is de betekenis van geluid en de aanraking ermee in iemands verleden cruciaal, de auditieve karakteristieken spelen een secundaire rol. Geluiden die in het verleden zijn geassocieerd met iets negatiefs, zullen hevige negatieve reacties uitlokken. Zo ontstaat een geconditioneerde negatieve responscirkel (pavlovreactie) met verhoogde alertheid (hypervigilantie) en toegenomen emotionele stress. Verandering in emotionele toestand, zoals stemming en angst, verhoogt de algehele opwinding (arousal) in het lichaam waardoor mogelijke dreiging in de omgeving weer beter gedetecteerd kan worden. Dit is een normaal beschermingsmechanisme. Alleen al denken aan mogelijke blootstelling aan deze geluiden, of het horen van het zachtste geluid, kan dan al een sterke reactie oproepen. Het mechanisme achter misofonie heeft dus te maken met een creatie van een geconditioneerde reflex die specifieke geluidspatronen verbindt aan een negatieve emotie.
Misofonie kan voorkomen in combinatie met tinnitus (oorsuizen), hyperacusis (overgevoeligheid) of fonofobie. Het komt voor bij mensen met een normaal gehoor en bij mensen met een vorm van gehoorverlies. Vermoeidheid en stress zijn versterkende factoren.
Over het ontstaan van misofonie is nog weinig bekend. Meestal ontstaat het tussen het 8e en het 12e levensjaar. Men vermoedt een genetische voorbestemdheid, aangezien misofonie bij verwanten vaker voorkomt.
Begin 2013 werd een Nederlandse studie gepubliceerd, waarin de symptomen van 42 misofoniepatiënten werden beschreven.
Resultaten van een studie in februari 2017 waarbij met een fMRI-scanner de reactie in de hersenen werd gemeten, toonde heftige negatieve reacties op alledaagse geluiden als eten, drinken, kauwen en ademen.
In 2020 is de Ig Nobelprijs aan het team van psychiater Damiaan Denys toegekend voor het onderzoek naar misofonie.